# Torsten Schack Pedersen

Torsten Schack Pedersen (2024)

Torsten Schack Pedersen (* 26. Juni 1976 in Farsø, Region Nordjylland) ist ein dänischer Politiker der konservativ-liberalen Venstre, der seit 2005 Mitglied der Folketing, des dänischen Parlaments, sowie seit 2024 Minister für Öffentliche Sicherheit und Bereitschaft in der Regierung Frederiksen II ist.

## Leben
Torsten Schack Pedersen, Sohn des Bankdirektors Niels Johan Pedersen und der Rechtsanwaltsgehilfin Linda Schack Pedersen, besuchte nach der Østre Schule in Thisted von 1992 bis 1995 das dortige Nordvestjysk Handelsgymnasium und begann daraufhin ein Studium der Politikwissenschaften an der Universität Kopenhagen, welches er 2004 als Candidatus politicarum (Cand. pol.) beendete. Während des Studiums arbeitete er von 1995 bis 1996 als Schlachthofmitarbeiter beim fleischverarbeitenden Lebensmittelunternehmen Tican sowie zwischen 1997 und 1998 als studentische Hilfskraft bei Market Watch. Des Weiteren begann er zu dieser Zeit sein politisches Engagement bei Venstres Ungdom (VU), der Jugendorganisation der Liberalen Partei, und war zunächst von 1994 bis 1995 deren Vorsitzender in Thy sowie zwischen 1998 und 1999 VU-Vorsitzender in Kopenhagen. Er war als Nachfolger von Peter Christensen von 2001 bis zu seiner Ablösung durch Claus Horsted 2003 Nationaler Vorsitzender der Venstres Ungdom sowie zwischen 2001 und 2007 erstmals Mitglied des Vorstandes der konservativ-liberalen Venstre und arbeitete von 2003 bis 2005 als selbständiger Kommunikationsberater.
Am 8. Februar 2005 wurde Schack Pedersen für die Venstre erstmals Mitglied der Folketing, des dänischen Parlaments, und vertrat zunächst den Wahlkreis „Viborg Amtskreds“ sowie im Anschluss seit dem 13. November 2007 den Wahlkreis „Nordjyllands Storkreds“. Zu Beginn seiner Parlamentszugehörigkeit war er von 2005 bis 2015 Sprecher für Telekommunikation der Venstre-Fraktion sowie zugleich zwischen 2005 und 2007 auch wissenschaftspolitischer Sprecher. Ferner fungierte er von 2005 bis 2010 als stellvertretender Vorsitzender des Folketing-Ausschusses für Ernährung, Landwirtschaft und Fischerei sowie zwischen 2007 und 2010 zudem als steuerpolitischer Sprecher der Liberalen. Daraufhin war er von 2010 bis 2016 Mitglied des Steuerrates (Skatterådet), ist ein am 1. November 2005 gemäß dem Steuerverwaltungsgesetz (Skatteforvaltningsloven) eingerichtetes zentral ernanntes Gremium, das zusammen mit der Steuerverwaltung Dänemarks höchste Verwaltungsveranlagungsbehörde im Bereich der Einkommensteuer und Abgaben darstellt. Daneben war er zwischen 2010 und 2011 unternehmenspolitischer Sprecher und von 2011 bis 2015 abermals steuerpolitischer Sprecher der Venstre sowie außerdem zwischen 2010 und 2016 Mitglied des Planungsbeschwerdeausschusses. 

Torsten Schack Pedersen (rechts) bei der Vorstellung neuer Kabinettsmitglieder durch Ministerpräsidentin Mette Frederiksen (29. August 2024)

Daraufhin fungierte Torsten Schack Pedersen zwischen 2015 und 2019 Venstre-Sprecher für die Bereiche Wirtschaft, Wachstum, Verbraucher sowie IT und Telekommunikation und war von 2016 bis 2023 Mitglied des Obersten Steuergerichts (Landsskatteretten). Darüber hinaus bekleidete er von 2019 bis 2023 die Funktion als fischereipolitischer Sprecher und fungierte zwischen 2019 und 2020 als stellvertretender Vorsitzender des Finanzausschusses. Er war von 2020 bis 2022 wirtschaftspolitischer Sprecher beziehungsweise zwischen 2022 und 2023 Venstre-Sprecher für Wirtschaft und Finanzen sowie von 2022 bis 2023 erneut stellvertretender Vorsitzender des Finanzausschusses. Danach fungierte er als Nachfolger von Morten Dahlin zwischen November 2023 und August 2024 als Politischer Sprecher (Politisk ordfører) und war damit vorrangig für die Außenkommunikation der Liberalen verantwortlich. Gleichzeitig war er als Nachfolger von Søren Gade vom 1. März 2023 bis zu seiner Ablösung durch Hans Andersen am 1. Januar 2024 Vorsitzender des Komitees für die Heimwehr (Hjemmeværnet) sowie zwischen 2023 und 2024 erstmals Mitglied des Aufsichtsrates der Dänischen Nationalbank. 2024 war er Sprecher der Venstre für Einwanderung und Integration sowie für Fischerei und noch einmal Mitglied des Aufsichtsrats der Dänischen Nationalbank.
Am 29. August 2024 übernahm Torsten Schack Pedersen das neu geschaffene Amt als Minister für Öffentliche Sicherheit und Bereitschaft (Ministeriet for Samfundssikkerhed og Beredskab) in der Regierung Frederiksen II. Er ist mit der Folketing-Abgeordneten und ehemaligen Ministerin für kirchliche Angelegenheiten, Ministerin für ländliche Gebiete und Ministerin für nordische Zusammenarbeit Louise Schack Elholm verheiratet und Vater zweier Kinder.